# 歐陽應霽
歐陽應霽（英語：Craig Au-Yeung Ying Chai，1961年—），暱稱阿齋，香港跨媒體創作人，從事漫畫製作、中外漫畫評論、平面及室內設計、電台電視節目主持及撰寫生活飲食專欄等等工作。父親為已故畫家歐陽乃沾。

## 簡歷
歐陽應霽畢業於香島中學附屬幼稚園、香島小學，在香島中學完成初中後，於文理書院（九龍）高中畢業，考入香港理工學院設計系。1987年於該系畢業，獲取平面設計榮譽學士。1996年以「香港家居概念」為研究論文主題，獲取哲學碩士。
1988年加入香港商業電台，任職唱片騎師、節目監製，1997年離職前任創作總監，之後先後在香港新城電台、香港電台電視部、香港有線電視及香港無線電視任節目主持。
2003年出版第一本飲食書籍《半飽——生活高潮之所在》，2005年於無線電視主持飲食節目《回味無窮》，最新飲食著作是《香港味道》系列。
現時於《明報》副刊撰寫專欄《中年無休》，星期一至五見報。
2016年拍攝中國綜藝節目《年味有Fun》並作為主持人。

## 作品
出版有生活寫作系列《香港味道》，《半飽》，《慢慢快活》，《放義大利》，《回家真好》，《設計私生活》及《天生是飯人》（2011）。文字寫作以外同時熱衷漫畫創作，出版有《我的天》，《愛到死》，《小明》，《三七廿一》，《我的天使》等等漫畫系列及專集。作品

## 外部連結
- 應霽在

1. ↑  . www.cite.com.tw.   [2025-07-21].